# Mühleberg
Mühleberg là một đô thị trong huyện Bern-Mittelland, bang Bern, Thụy Sĩ. Đô thị này có diện tích 26,26 km2, dân số thời điểm tháng 12 năm 2020 là 2997 người.

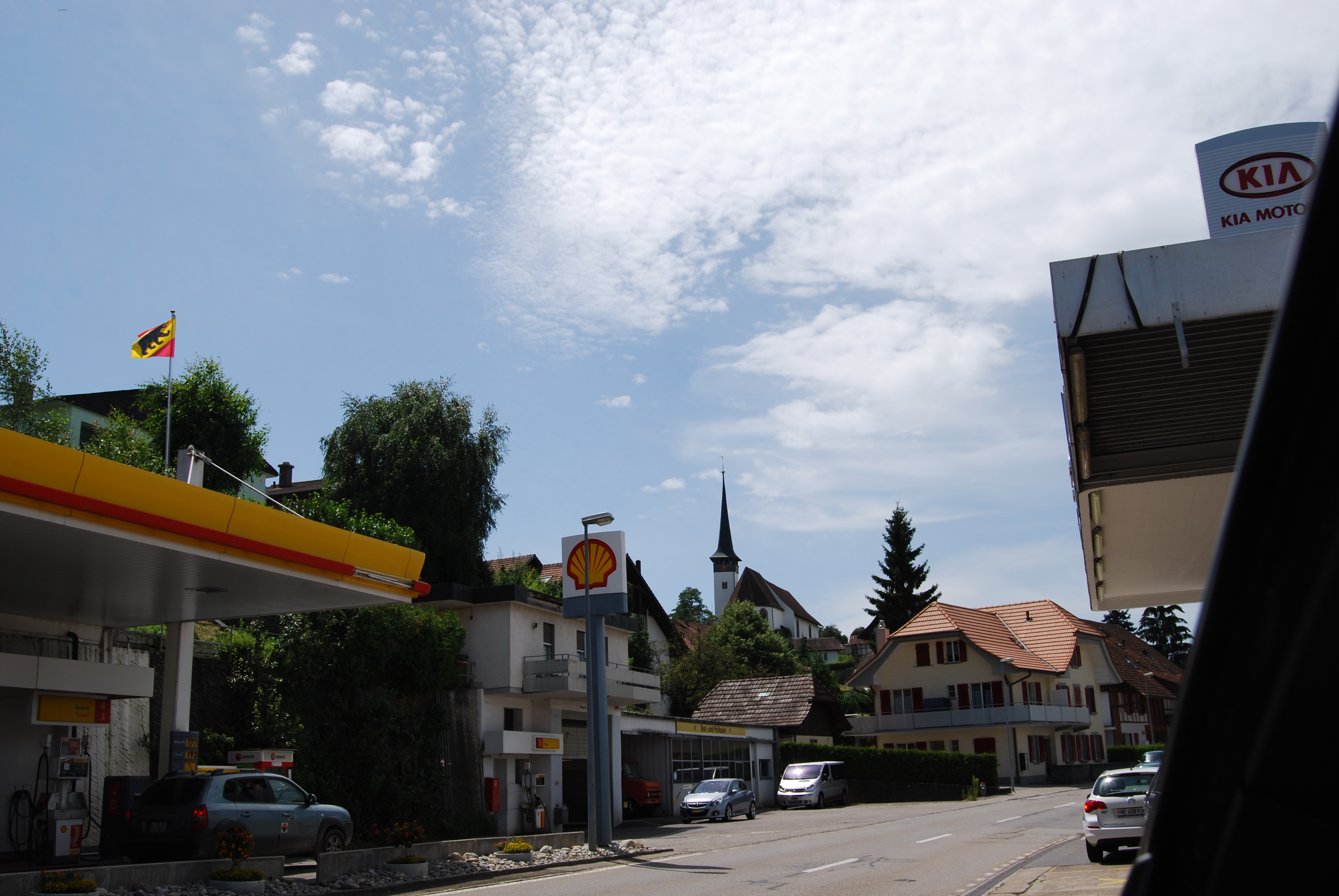
Mühleberg